# Stazione di Casella Deposito
Stazione di Casella Deposito egy vasútállomás Casellában, Olaszországban. 1924-ben nyílt meg, majd 2013-ban bezárták. Ezután három évnyi üzemszünet következett, majd 2016-ban ismét megnyitották.

## Vasútvonalak
Az állomást az alábbi vasútvonalak érintik:
- Genova–Casella-vasútvonal

## Kapcsolódó állomások
A vasútállomáshoz az alábbi állomások vannak a legközelebb:
- Stazione di Casella (Stazione di Casella, Genova–Casella-vasútvonal)
- Canova-Crocetta railway halt (Stazione di Genova Piazza Manin, Genova–Casella-vasútvonal)